# Campionato del mondo di Para Ice Hockey 2019
Il 10º campionato del mondo di hockey su slittino di gruppo A si è tenuto a Ostrava, in Repubblica Ceca, tra il 27 aprile e il 4 maggio 2019. La città ceca è tornata ad ospitare la competizione dieci anni dopo l'edizione 2009.
Si tratta della seconda edizione il cui nome ufficiale è World Para Ice Hockey Championship: dal 30 novembre 2016 la denominazione ufficiale è stata così variata dal comitato paralimpico internazionale, che ha deciso di rinominare le dieci attività sportive poste sotto il suo ombrello, utilizzando per tutte il prefisso World Para.

## Partecipanti e formula
Le squadre partecipanti sono tornate ad essere otto, le squadre partecipanti al torneo paralimpico del 2018.
Seguendo le indicazioni della IIHF, è stata modificata la formula: al fine di limitare i pesanti passivi in termini di reti che avevano caratterizzato, nelle passate edizioni, le sfide tra le compagini più forti e le più deboli, le squadre sono state suddivise in due gironi, con nel girone A le 4 squadre più in alto nel ranking, e nel girone B le altre 4.
Le prime due classificate nel girone A hanno diretto accesso alle semifinali, mentre le squadre classificate al terzo e quarto posto andranno ad affrontare le prime due classificate del girone B.
Girone A

 Canada (Campioni mondiali in carica)

 Stati Uniti (Campioni paralimpici in carica)

 Norvegia

 Corea del Sud

Girone B

 Italia

 Rep. Ceca

 Svezia

 Giappone

## Gironi

### Girone A

#### Incontri
| Ostrava 27 aprile 2019, ore 12:00 UTC+2 | Corea del Sud  | 3 – 2 (2-1; 1-1; 0-0) referto | Norvegia | Ostravar Arena (600 spett.)\| Arbitro: \| Kevin Webinger \| |
| Arbitro:                                | Kevin Webinger |                               |          |                                                             |

| Ostrava 27 aprile 2019, ore 18:30 UTC+2 | Canada      | 1 – 3 (0-0; 1-2; 0-1) referto | Stati Uniti | Ostravar Arena (2149 spett.)\| Arbitro: \| Owe Luthcke \| |
| Arbitro:                                | Owe Luthcke |                               |             |                                                           |

| Ostrava 28 aprile 2019, ore 13:00 UTC+2 | Norvegia         | 2 – 14 (0-6; 1-7; 1-1) referto | Canada | Ostravar Arena (756 spett.)\| Arbitro: \| Sotaro Yamaguchi \| |
| Arbitro:                                | Sotaro Yamaguchi |                                |        |                                                               |

| Ostrava 28 aprile 2019, ore 16:30 UTC+2 | Stati Uniti   | 4 – 0 (2-0; 1-0; 1-0) referto | Corea del Sud | Ostravar Arena (1513 spett.)\| Arbitro: \| Jacob Grumsen \| |
| Arbitro:                                | Jacob Grumsen |                               |               |                                                             |

| Ostrava 30 aprile 2019, ore 13:00 UTC+2 | Canada          | 4 – 0 (2-0; 1-0; 1-0) referto | Corea del Sud | Ostravar Arena (1514 spett.)\| Arbitro: \| Andrew Bethmann \| |
| Arbitro:                                | Andrew Bethmann |                               |               |                                                               |

| Ostrava 30 aprile 2019, ore 16:30 UTC+2 | Stati Uniti   | 10 – 0 (5-0; 4-0; 1-0) referto | Norvegia | Ostravar Arena (1638 spett.)\| Arbitro: \| Jacob Grumsen \| |
| Arbitro:                                | Jacob Grumsen |                                |          |                                                             |

#### Classifica
| Pos. | Squadra       | Pt. | PG | V | VOT | POT | P | GF | GS |
| ---- | ------------- | --- | -- | - | --- | --- | - | -- | -- |
| 1.   | Stati Uniti   | 9   | 3  | 3 | 0   | 0   | 0 | 17 | 1  |
| 2.   | Canada        | 6   | 3  | 2 | 0   | 0   | 1 | 19 | 5  |
| 3.   | Corea del Sud | 3   | 3  | 1 | 0   | 0   | 2 | 3  | 10 |
| 4.   | Norvegia      | 0   | 3  | 0 | 0   | 0   | 3 | 4  | 27 |

### Girone B

#### Incontri
| Ostrava 27 aprile 2019, ore 9:00 UTC+2 | Italia           | 4 – 0 (1-0; 2-0; 1-0) referto | Svezia | Ostravar Arena (200 spett.)\| Arbitro: \| Sotaro Yamaguchi \| |
| Arbitro:                               | Sotaro Yamaguchi |                               |        |                                                               |

| Ostrava 27 aprile 2019, ore 15:00 UTC+2 | Rep. Ceca     | 8 – 0 (2-0; 2-0; 4-0) referto | Giappone | Ostravar Arena (7224 spett.)\| Arbitro: \| Jacob Grumsen \| |
| Arbitro:                                | Jacob Grumsen |                               |          |                                                             |

| Ostrava 28 aprile 2019, ore 9:30 UTC+2 | Giappone        | 1 – 5 (0-2; 1-0; 0-3) referto | Italia | Ostravar Arena (198 spett.)\| Arbitro: \| Andrew Bethmann \| |
| Arbitro:                               | Andrew Bethmann |                               |        |                                                              |

| Ostrava 28 aprile 2019, ore 16:30 UTC+2 | Svezia         | 1 – 6 (1-3; 0-1; 0-2) referto | Rep. Ceca | Ostravar Arena (4895 spett.)\| Arbitro: \| Kevin Webinger \| |
| Arbitro:                                | Kevin Webinger |                               |           |                                                              |

| Arbitro: | Owe Luthcke |

|  |                |  |
|  | Shootout 2 – 0 |  |

| Ostrava 30 aprile 2019, ore 20:00 UTC+2 | Italia           | 0 – 4 (0-3; 0-1; 0-0) referto | Rep. Ceca | Ostravar Arena (7700 spett.)\| Arbitro: \| Sotaro Yamaguchi \| |
| Arbitro:                                | Sotaro Yamaguchi |                               |           |                                                                |

#### Classifica
| Pos. | Squadra   | Pt. | PG | V | VOT | POT | P | GF | GS |
| ---- | --------- | --- | -- | - | --- | --- | - | -- | -- |
| 1.   | Rep. Ceca | 9   | 3  | 3 | 0   | 0   | 0 | 18 | 1  |
| 2.   | Italia    | 6   | 3  | 2 | 0   | 0   | 1 | 9  | 5  |
| 3.   | Svezia    | 2   | 3  | 0 | 1   | 0   | 2 | 3  | 11 |
| 4.   | Giappone  | 1   | 3  | 0 | 0   | 1   | 2 | 2  | 15 |

## Play-off

### Tabellone
|  | Quarti di finale | Quarti di finale | Quarti di finale |  |  | Semifinali | Semifinali    | Semifinali |  |  | Finale      | Finale |  |  |  |  |
|  |                  |                  |                  |  |  |            |               |            |  |  |             |        |  |  |  |  |
|  |                  |                  |                  |  |  |            |               |            |  |  |             |        |  |  |  |  |
|  |                  | Norvegia         | 0                |  |  |            |               |            |  |  |             |        |  |  |  |  |
|  |                  | Rep. Ceca        | 5                |  |  |            |               |            |  |  |             |        |  |  |  |  |
|  |                  |                  |                  |  |  |            | Stati Uniti   | 10         |  |  |             |        |  |  |  |  |
|  |                  |                  |                  |  |  |            | Rep. Ceca     | 2          |  |  |             |        |  |  |  |  |
|  |                  |                  |                  |  |  |            |               |            |  |  | Stati Uniti | 3†     |  |  |  |  |
|  |                  |                  |                  |  |  |            |               |            |  |  | Canada      | 2      |  |  |  |  |
|  |                  |                  |                  |  |  |            | Canada        | 10         |  |  |             |        |  |  |  |  |
|  |                  |                  |                  |  |  |            | Corea del Sud | 0          |  |  |             |        |  |  |  |  |
|  |                  | Corea del Sud    | 6                |  |  |            |               |            |  |  |             |        |  |  |  |  |
|  |                  | Italia           | 3                |  |  |            |               |            |  |  |             |        |  |  |  |  |

|  | Finale 7º posto |          |    |  |
|  |                 |          |    |  |
|  | Svezia          | Svezia   | 4† |  |
|  | Giappone        | Giappone | 3  |  |

|  | Finale 5º posto |          |    |  |
|  |                 |          |    |  |
|  | Norvegia        | Norvegia | 1† |  |
|  | Italia          | Italia   | 0  |  |

|  | Finale 3º posto |               |   |  |
|  |                 |               |   |  |
|  | Rep. Ceca       | Rep. Ceca     | 1 |  |
|  | Corea del Sud   | Corea del Sud | 4 |  |

### Finale per il 7º posto
La finale per il settimo posto ha visto sfidarsi le squadre classificate al terzo e quarto posto del girone B, Svezia e Giappone. Come nell'incontro disputato nel girone, le due squadre hanno terminato i tempi regolamentari in parità, e la Svezia ha avuto la meglio solo nell'extra time (nel girone agli shootout, qui ai supplementari). L'incontro si è giocato lo stesso giorno dei due quarti di finale.
| Ostrava 1 maggio 2019, ore 13:00 UTC+2 | Giappone        | 3 – 4 (d.t.s.) (0-0; 1-1; 2-2; 0-1) referto | Svezia | Ostravar Arena (243 spett.)\| Arbitro: \| Andrew Bethmann \| |
| Arbitro:                               | Andrew Bethmann |                                             |        |                                                              |

### Quarti di finale
| Ostrava 1 maggio 2019, ore 16:30 UTC+2 | Corea del Sud | 6 – 3 (2-0; 2-2; 2-1) referto | Italia | Ostravar Arena (1874 spett.)\| Arbitro: \| Owe Luthcke \| |
| Arbitro:                               | Owe Luthcke   |                               |        |                                                           |

| Ostrava 1 maggio 2019, ore 20:00 UTC+2 | Norvegia       | 0 – 5 (0-0; 0-0; 0-5) referto | Rep. Ceca | Ostravar Arena (1874 spett.)\| Arbitro: \| Kevin Webinger \| |
| Arbitro:                               | Kevin Webinger |                               |           |                                                              |

### Finale per il 5º posto
| Ostrava 3 maggio 2019, ore 13:00 UTC+2 | Norvegia        | 1 – 0 (d.t.s.) (0-0; 0-0; 0-0; 1-0) referto | Italia | Ostravar Arena (876 spett.)\| Arbitro: \| Andrew Bethmann \| |
| Arbitro:                               | Andrew Bethmann |                                             |        |                                                              |

### Semifinali
| Ostrava 3 maggio 2019, ore 16:30 UTC+2 | Canada        | 10 – 0 (4-0; 4-0; 2-0) referto | Corea del Sud | Ostravar Arena (2467 spett.)\| Arbitro: \| Jacob Grumsen \| |
| Arbitro:                               | Jacob Grumsen |                                |               |                                                             |

| Ostrava 3 maggio 2019, ore 20:00 UTC+2 | Stati Uniti      | 10 – 2 (3-1; 7-1; 0-0) referto | Rep. Ceca | Ostravar Arena (8600 spett.)\| Arbitro: \| Sotaro Yamaguchi \| |
| Arbitro:                               | Sotaro Yamaguchi |                                |           |                                                                |

### Finale 3º posto
| Ostrava 4 maggio 2019, ore 13:00 UTC+2 | Corea del Sud  | 4 – 1 (1-0; 1-1; 2-0) referto | Rep. Ceca | Ostravar Arena (8600 spett.)\| Arbitro: \| Kevin Webinger \| |
| Arbitro:                               | Kevin Webinger |                               |           |                                                              |

### Finale
| Ostrava 4 maggio 2019, ore 16:30 UTC+2 | Stati Uniti | 3 – 2 (d.t.s.) (0-0; 1-2; 1-0; 1-0) referto | Canada | Ostravar Arena (4095 spett.)\| Arbitro: \| Owe Lutchke \| |
| Arbitro:                               | Owe Lutchke |                                             |        |                                                           |

## Classifica finale
| Pos. | Squadra       |
| ---- | ------------- |
| 1    | Stati Uniti   |
| 2    | Canada        |
| 3    | Corea del Sud |
| 4    | Rep. Ceca     |
| 5    | Norvegia      |
| 6    | Italia        |
| 7    | Svezia        |
| 8    | Giappone      |